# Bellevue Hill, New South Wales
Bellevue Hill este o suburbie în Sydney, Australia.